# Magallanes a Chilská Antarktida
Region Magallanes y la Antártica Chilena (česky doslovně Magalhãesův region a chilská Antarktida) je jedním z chilských regionů. Svůj název nese po portugalském mořeplavci Fernão de Magalhãesovi. Je nejjižnějším a nejrozlehlejším chilským regionem, na severu sousedí s regionem Aysén. Na východě je ohraničen státní hranicí s Argentinou a Atlantským oceánem, na jihu a západě Pacifikem. Zabírá 17,49 % rozlohy celého Chile, ale žije zde pouze 0,93 % chilské populace. Hustota zalidnění dosahuje přibližně hodnoty 1 ob./km². Region je kromě pevniny jihoamerického kontinentu tvořen i mnoha ostrovy, největší z nich je Ohňová země, která je od pevniny oddělena Magalhãesovým průlivem. Panuje zde velmi chladné až arktické klima. Nachází se zde mimo jiné jihopatagonské ledovcové pole a ledovec v Darwinově pohoří. Na území regionu bylo vyhlášeno mnoho chráněných území, nejznámější z nich je zřejmě národní park Torres del Paine. Mezi další patří národní parky Bernardo O'Higgins, Palei-Aike, Agostini a Yendegaia.
Chile si nárokuje 1 250 000 km² na Antarktickém kontinentu. Toto území formálně tvoří komunu Antártica. Po započtení tohoto území je rozloha celého regionu 1 382 291,1 km².

## Symboly regionu

### Vlajka
Vlajka Magallanes a Chilské Antarktidy je tvořena listem o poměru stran 2:3, který je vodorovně rozdělen bílým pilovitým pruhem na dvě pole: horní, (nebesky) modré, a dolní, žlutěokrové. V horním je umístěno pět bílých pěticípých hvězd (4 velké a jedna menší) uspořádaných do podoby souhvězdí Jižního kříže.

## Administrativní dělení regionu
Region se dále dělí na 4 provincie a 11 komun.
| \| Provincie \| Komuna \| \| ---------------------------------------------- \| ------------------------------------- \| \| Provincie Chilská Antarktida Antártica Chilena \| 1 Chilské antarktické území Antártica \| \| Provincie Chilská Antarktida Antártica Chilena \| 2 Cabo de Hornos \| \| Provincie Magallanes \| 3 Laguna Blanca \| \| Provincie Magallanes \| 4 Punta Arenas \| \| Provincie Magallanes \| 5 Río Verde \| \| Provincie Magallanes \| 6 San Gregorio \| \| Provincie Tierra del Fuego \| 7 Porvenir \| \| Provincie Tierra del Fuego \| 8 Primavera (Chile) \| \| Provincie Tierra del Fuego \| 9 Timaukel \| \| Provincie Poslední naděje Última Esperanza \| 10 Puerto Natales \| \| Provincie Poslední naděje Última Esperanza \| 11 Torres del Paine \| |                                       |
| Provincie | Komuna                                |
| Provincie Chilská Antarktida Antártica Chilena | 1 Chilské antarktické území Antártica |
| Provincie Chilská Antarktida Antártica Chilena | 2 Cabo de Hornos                      |
| Provincie Magallanes | 3 Laguna Blanca                       |
| Provincie Magallanes | 4 Punta Arenas                        |
| Provincie Magallanes | 5 Río Verde                           |
| Provincie Magallanes | 6 San Gregorio                        |
| Provincie Tierra del Fuego | 7 Porvenir                            |
| Provincie Tierra del Fuego | 8 Primavera (Chile)                   |
| Provincie Tierra del Fuego | 9 Timaukel                            |
| Provincie Poslední naděje Última Esperanza | 10 Puerto Natales                     |
| Provincie Poslední naděje Última Esperanza | 11 Torres del Paine                   |

## Časová zóna
V roce 2017 Magallanes ponechalo na rozdíl od zbytku Chile letní čas po celý rok, je tak nyní v časové zóně UTC-3.

## Galerie

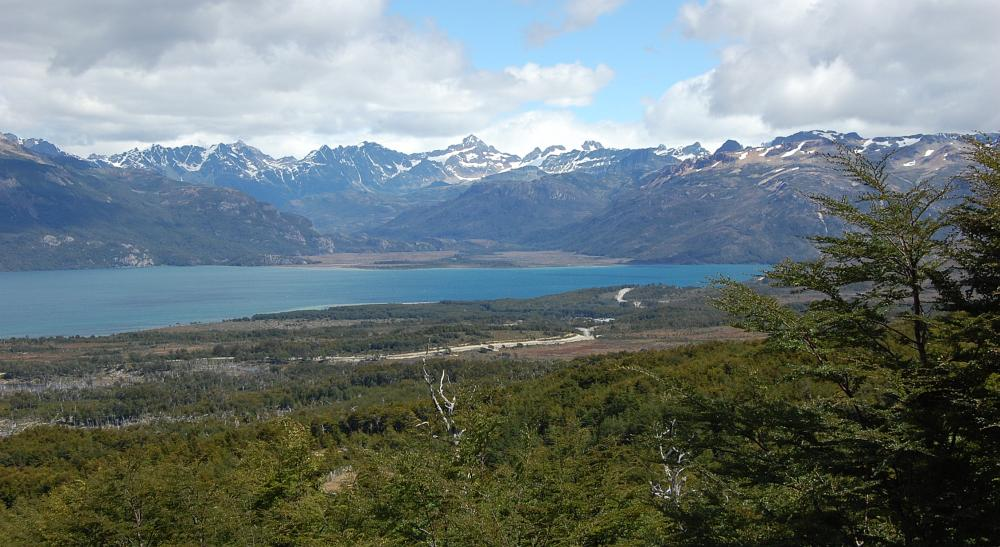
Jezero Fagnano
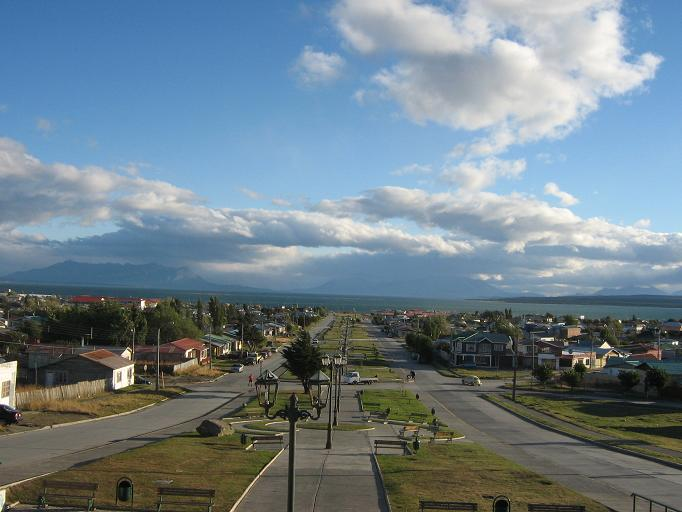
Město Puerto Natales
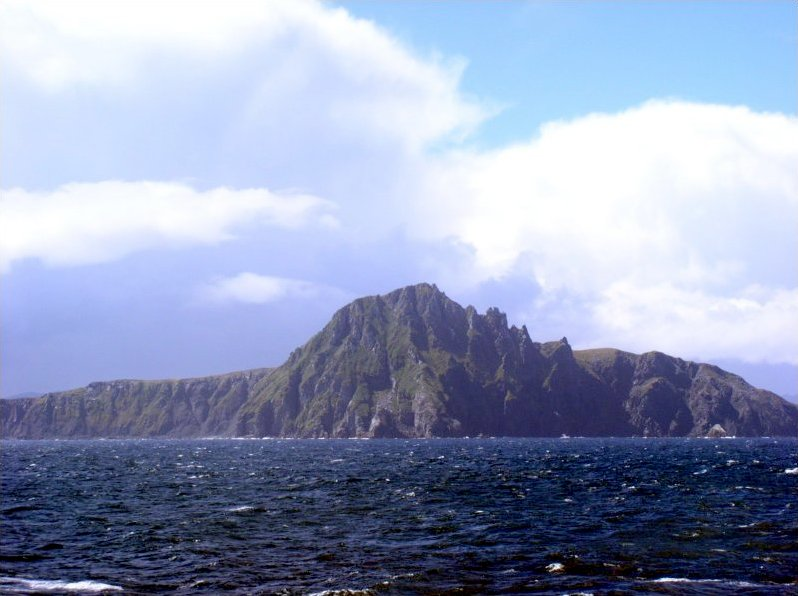
Mys Horn
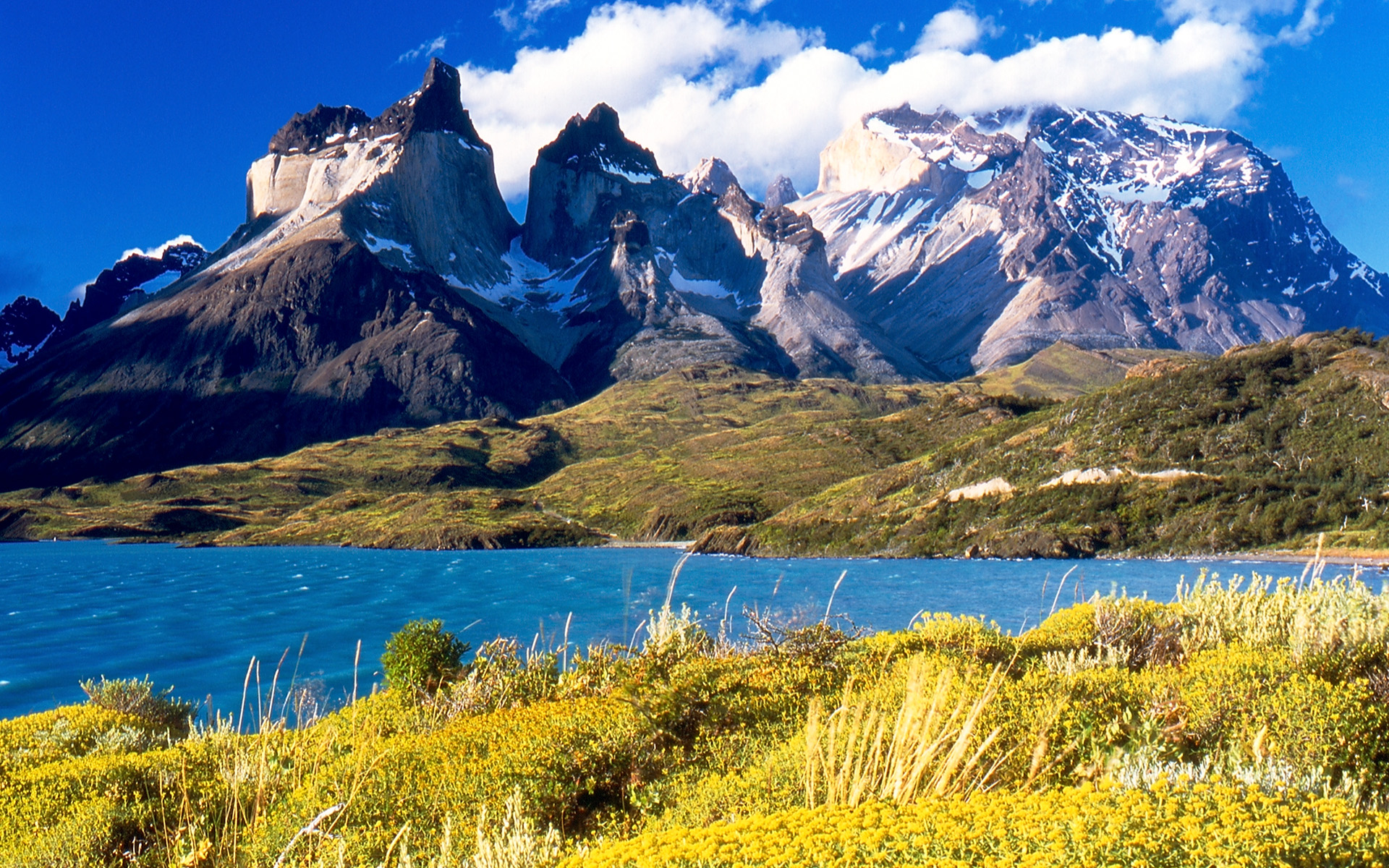
Národní park Torres del Paine